# 麥克利蘭 (愛荷華州)
麥克利蘭（英語：McClelland）是一個位於美國愛荷華州波特瓦特米縣的城市。

## 地理
麥克利蘭的座標為41°19′45″N 95°41′03″W / 41.32917°N 95.68417°W，而該地的平均海拔高度為379米（即1243英尺）。

## 人口
根據2010年美國人口普查的數據，麥克利蘭的面積為0.44平方千米，當中陸地面積為0.44平方千米，而水域面積為0.00平方千米。當地共有人口151人，而人口密度為每平方千米343人。